# Vila Nova de Cerveira
Vila Nova de Cerveira  es una villa portuguesa situada en el distrito de Viana do Castelo, región estadística del Norte (NUTS II) y comunidad intermunicipal de Alto Miño (NUTS III), de aproximadamente 1400 habitantes en su núcleo principal.
Es sede de un municipio de 108,46 km² y 8923 habitantes (2021), dividido en 11 freguesias (parroquias). Limita al nordeste con el municipio de Valença, al este con Paredes de Coura, al sureste con Ponte de Lima, al suroeste con Caminha y al noroeste con España.

## Demografía
| Gráfica de evolución demográfica de Vila Nova de Cerveira entre 1864 y 2021 |
|                                                                             |
| Datos según el nomenclátor publicado por el INE portugués.                  |

## Organización territorial
El municipio de Vila Nova de Cerveira está formado por once freguesias:
- Campos e Vila Meã
- Candemil e Gondar
- Cornes
- Covas
- Gondarém
- Loivo
- Mentrestido
- Reboreda e Nogueira
- Sapardos
- Sopo
- Vila Nova de Cerveira e Lovelhe

## Historia
La presencia humana en el territorio que hoy comprende el Concejo de Vila Nova de Cerveira se remonta a la prehistoria. Entre los elementos encontrados de esta época destaca el tesoro de la sepultura de la Quinta de Água Branca, cuyo patrimonio está recogido en el  Museo Nacional de Arqueología de Lisboa.
La gran expansión demográfica que está en la base de la población actual se dio durante el cambio de era con la multiplicación del número de castros, ya bajo la influencia de la romanización. El mejor ejemplo del periodo se encuentra en el Anillo Arqueológico de Lovelhe, cuya ocupación se extiende desde el siglo I a. C. al siglo VII d. C.
No será hasta pasado el periodo de reconquista, después de las invasiones árabes, enfatizado por la autonomía del Condado Portucalense, en 1096, cuando el municipio de Vila Nova de Cerveira comience a ganar expresión territorial. Fue entonces cuando el río Miño adquiera definitivamente su función de frontera, forzando la construcción de fortificaciones que balizasen y defendiesen el curso del río. Surgían así las tierras de Cerveira.
En 1297, Dionisio I de Portugal y Fernando IV de Castilla firmaban el tratado de Alcañices, poniendo fin a los enfrentamientos que habían protagonizado los dos años anteriores. Este tratado, más que un acuerdo de paz, delineó la frontera entre los dos reinos, que desde entonces mantuvieron cierta estabilidad geográfica y política. A raíz de la firma se hizo necesario fortificar la frontera del Miño, lo que también supuso un esfuerzo por repoblar la región. Fue el nacimiento de la "Villa Nueva" de Cerveira, con la atribución de carta foral por Dinis en el año de 1321, y la construcción de un castillo destinado a proteger la nueva villa en desarrollo.
La guerra de la restauración en el siglo XVII y la presión por la defensa de la frontera forzaron la construcción de una fortaleza que rodeaba la población, al tiempo que el gobernador de armas del Minho mandaba edificar la atalaya del Alto de Lourido y el fuerte de Lovelhe. La nueva fortaleza fue, en realidad, una ampliación de la muralla medieval a la que se añadió una terraza de cara al río con el objetivo de poder responder a los posibles ataques de la vecina fortaleza de  San Cristovo de Goián, en España.
A pesar del convulso inicio del siglo XIX, la villa, así circundada, consolidó su caserío mediante los principales ejes viarios existentes en la actualidad como la rua Queirós Ribeiro, rua César Maldonado y Costa Brava, que finalizaban en la Porta de Valença y en la Porta de Viana, respectivamente. En la actualidad el conjunto defensivo constituye un importante patrimonio histórico de Portugal.

## Patrimonio
- Castillo de Vila Nova de Cerveira
- Fuerte de Lovelhe
- Acuario y museo del Río Miño
- Fuerte de la Atalaya (siglo XVII)
- Iglesia Matriz
- Capilla de San Sebastián
- Capilla de nuestra Señora de la Ajuda
- Capilla de nuestra Señora de la Encarnación
- Picota
- Crucero
- Otero de la horca
- Villa romana
- Monumento a los héroes de la Guerra Peninsular
- Solar de los castros (siglo XVII)
- Monumento al ciervo